# Louis XIII couronné par la Victoire
Louis XIII couronné par la Victoire (siège de La Rochelle, 1628) est une peinture à l'huile sur toile du peintre français d'origine brabançonne Philippe de Champaigne, réalisé en 1635.  Le tableau représente notamment le roi de France Louis XIII. Sûrement commandé par le cardinal de Richelieu et initialement situé au Palais-Cardinal, il est conservé depuis 1796 au musée du Louvre.